# Zafira
Zafira (Budapest, 13 de noviembre de 1984) es una actriz pornográfica y modelo erótica húngara.

## Biografía
Nació en la capital húngara en noviembre de 1984. No se sabe mucho de su vida antes de 2005, año en que comienza su carrera en el cine porno a los 21 años de edad, apareciendo en películas de Viv Thomas o Denys Defrancesco En 2006 participó en un anuncio de ropa de la marca francesa Shaï junto a la también actriz porno Sophie Moone.
Como actriz, ha trabajado para productoras como Jules Jordan Video, Evil Angel, 21Sextury, Adam & Eve, Digital Sin, New Sensations, Private, Girlfriends Films, Swank o Marc Dorcel Fantasies, entre otras.
A comienzos de 2008, Zafira se sometió a una cirugía de aumento de pecho al ser uno de sus senos mayor que el otro.
En 2012, fue nominada a la Artista femenina extranjera del año en los Premios AVN.
Ha rodado más de 600 películas como actriz.
Algunas películas de su filmografía son Orgy, Xcalibur 2 - The Lords of Sex, Adorable Girls 9, Budapest 4, Curves XXX, Deeper Love, Fuck the Beauty, Hardcore Girls Club, Squirtwomen, Summer Camp Secrets o Unlimited.

## Premios y nominaciones
| Año  | Ceremonia        | Resultado | Premio                                                  | Trabajo            |
| ---- | ---------------- | --------- | ------------------------------------------------------- | ------------------ |
| 2009 | Premios Hot d'Or | Nominada  | Mejor actriz europea                                    | Living Dolls       |
| 2012 | Premios AVN      | Nominada  | Artista femenina extranjera del año                     | —                  |
| 2014 | Miss FreeOnes    | Nominada  | Miss FreeOnes                                           | —                  |
| 2019 | Premios AVN      | Nominada  | Mejor escena de sexo de chicas de producción extranjera | Lovers in Lingerie |